# Neolophonotus roberti
Neolophonotus roberti là một loài ruồi trong họ Asilidae. Neolophonotus roberti được Londt miêu tả năm 1990. Loài này phân bố ở vùng nhiệt đới châu Phi.